# وسط مدينة دبي
وسط مدينة دبي (عُرف سابقًا باسم وسط منطقة برج دبي) هي مساحة ومنطقة متعددة الاستخدامات تم تطويرها في دبي الإمارات العربية المتحدة. وفيها تقع بعض من أكبر معالم المدينة بما في ذلك برج خليفة ودبي مول ونافورة دبي. تبلغ مساحتها 2 كيلومتر مربع (0.77 ميل مربع)، وكلفتها التقديرية تبلغ 20 مليار دولار أمريكي (73 مليار درهم إماراتي) عند انتهى البناء فيها 
يتموضع المشروع على طول شارع الشيخ زايد، عبر منطقة الوصل في الشمال الغربي، ويتصل بالجنوب من خلال منطقة الخليج التجاري، والشمال الشرقي من خلال شارع المركز المالي، الذي يفصله عن منطقة زعابيل والمركز التجاري العالمي. يتمثّل الأسلوب العمراني العربي المحلَي في المدينة القديمة، بينما يحتل 
الأسلوب العمراني المعاصر الشاهق ما تبقى من المشروع. يقدّم مركز مدينة دبي مجموعة من الفنادق الراقية والباهظة الثمن من مثل (آدرس داون تاون)، (فيتا داون تاون)، و(المنازل داون تاون)، بالإضافة إلى مناطق جذب سياحية أخرى كالسوق العربية الفاخرة، سوق البحر، وشريط من المطاعم والمقاهي الممتدة على طول 3.5كم من شارع الشيخ محمد بن راشد بوليفارد. 

## المعالم السياحية

### برج خليفة
برج خليفة هو محور مركز مدينة دبي، منتصباً على ارتفاع 828 متر، حاصلاً على لقب أطول مبنى في العالم، وأطول بناء من صنع الإنسان قد بني من قبل. وقد بدأت أعمال بنائه في 21 أيلول عام 2004، وانتهت وأصبحت قابلة للتملك في 4 شباط عام 2010. تقدّر تكلفة برج خليفة بـ1.5 بليون دولار. بالإضافة إلى كونه أطول برج في العالم، حطم برج خليفة 6 أرقام قياسية أخرى، وهي «أطول مبنى قائم بذاته بالعالم»، «مصعد مع أطول مسافة يقطعها في العالم»، و«أكبر عدد طوابق بالعالم».

### دبي مول

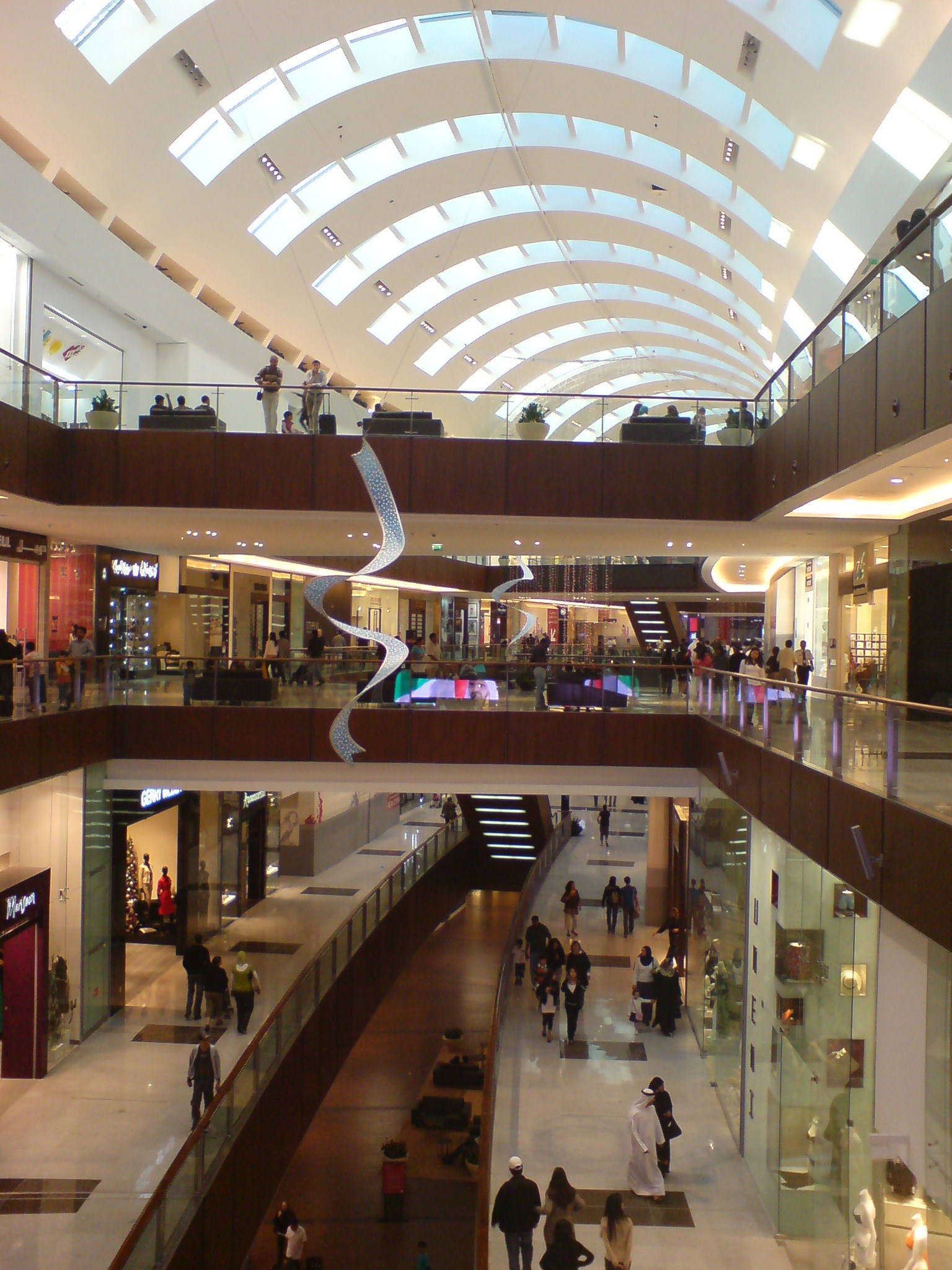
مركز مول دبي

مول دبي هو أكبر مجمع تجاري في العالم استناداً إلى مساحته الإجمالية، وسادس أكبر مجمع تجاري حسب مساحة التأجير الإجمالية. ويقع في مدينة دبي في الإمارات العربية المتحدة، وهو ضمن مجمع برج خليفة (برج دبي سابقاً)، المشروع الذي تكلف إنشاؤه 20 مليار دولار، ويتكون المركز من 1200 محل تجاري، بالإضافة للعديد من المناطق السياحية الأخرى التي تتضمن ساحة تثلج بقياس أولومبي وأوكواريو، وحديقة مائية. في مارس 2018، افتتحت إعمار مولز -الشركة المالكة لدبي مول- مجمع ترفيهي أطلقت عليه اسم منتزه الواقع الافتراضي، الذي يجمع ما بين الواقع المعزز والواقع الافتراضي (VR). الوصول إلى هذا المجمع التجاري مرتبط عبر (شارع الدوحة)، الذي أُعيد بناؤه ليكون شارعاً ذا سطحين (Double-Decker road) في أبريل عام 2009.
افتتح دبي مول في 4 نوفمبر عام 2008 بعد تأجيل الافتتاح مرتين. ومع مايقارب 635 متجر تجزئة يصنف كأكبر مجمع تجاري إطلاقاً في تاريخ التجزئة. ومع ذلك هو ليس أكبر الأسواق التجارية في العالم، ويتجاوزه في هذه الفئة عدة مجمعات تجارية منها ساوث تشاينا مول (South China Mall) وهو أكبر سوق تجاري في العالم، وقولدن ريسورسز Golden Resources Mall.
سجل دبي مول مبيعات وصلت إلى 60000 تذكرة تذكرة لحوض أسماك ومركز ديسكفري في الأيام الخمسة الأولى التي تبعت الافتتاح. استضاف دبي مول أكثر من 37 مليون زائر في عام 2009، وجذب أكثر من 750000 زائر أسبوعياً، في حين استضاف 47 مليون زائر في 2010، ولوحظ تزايد الإقبال بحوالي 27 بالمئة من 2009 على الرغم من الأزمة المالية. وواصل دبي مول حمل لقب أكثر مجمع تجاري ووجهة ترفيهية زيارة في العالم في عام 2012، وجذب أكثر من 65 مليون زائر وواصل الارتفاع بنسبة 20 بالمئة مقارنة بالـ 54 مليون التي سجلت في عام 2011 .وقد تجاوزت الأعداد عدد زوار نيويورك بأكثر من 52 مليون سائح في عام 2012 ولوس أنجلوس بـ 41 مليون. الأرقام تتجاوز عدد السياح الوافدين إلى جميع وجهات الترفيه التاريخية والحدائق في العالم متضمنة تايمز سكوير (39.2 مليون) وسنترال بارك (38 مليون) وشلالات نياقرا (22.5 مليون). 

### شارع الموضة
في آذار عام 2018، كشفت شركة إعمار عن توسع جديد في دبي مول مخصص لتسوق الأزياء والكماليات، يقدم شارع الموضة الذي يحتل مساحة 440,000 قدم مربع، أكثر من 150 علامة تجارية راقية، تتضمن (Burberry)، (Cartier)، (Miu Miu)، (Prada)، (Gucci)، (Mikimoto)، (Faberge)، (Valentino) وغيرها.

### نافورة دبي
في قلب مركز مدينة دبي، وبتكلفة قد بلغت 800 مليون درهم (217 مليون دولار)، تربّعت نافورة دبي بأكبر نظام مياه راقص في العالم. صمَمت من قبل شركة (WET Design)، وهي الشركة الكالوفورنية الأصل المسؤولة عن نوافير بحيرة فندق (بيلاجيو) في لاس فيغاس. البحيرة مضاءة بـ 6600 ضوء، و50 مسلاط ضوئي ملوّن، وهي تمتد على طول 275 متر، وقابلة لقذف المياه حتى مسافة 150 متر في الهواء، مصحوبة بمجموعة من الأغاني التي تتراوح بين الكلاسيكية والعصرية العربية والعالمية. اختير الاسم بناءً على مسابقة نظمتها شركة إعمار، وأعلنت النتيجة في 26 أكتوبر /تشرين الأول 2009. بدأت عمليات اختبار النوافير في شباط 2009، وتم افتتاحها رسمياً في 8 مايو (أيار) 2009 مع مراسم الافتتاح الرسمي لمول دبي.

### فندق العنوان
يعد بمثابة ناطحة سحاب شاهقة يبلغ ارتفاعها 306 أمتار على جانب دبي مول، المدينة القديمة، وبحيرة برج خليفة. يحتوي هذا الفندق على 63 طابقاً. تصدّر البرج في نيسان عام 2008 المركز السادس كأطول مبنى في دبي، والمركز الـ36 كأطول برج في العالم، وقد أنجزت أعمال بنائه في أيلول عام 2008.

### أوبرا دبي
في آب عام 2016، افتتحت شركة إعمار مبنى أوبرا دبي، وهو مركز أداء موسيقي فنّي متعدد الأشكال يحتوي على 2000 مقعد، يقع في داخل حي مركز مدينة دبي، تصميمه مستحوى من القوارب العربية الكلاسيكية، طوّر المشروع من قبل شركة إعمار العقارية بالتعاون مع المهندس المعماري (Janus Rostock). تستقبل الصالة مجموعة عريضة من العروض الفنيّة القادمة من مختلف أنحاء العالم، كالمسرح، والأوبرا، والباليه، والحفلات الموسيقية، إضافة إلى العروض الكوميدية والعديد من المناسبات الموسمية. أعلن مخططها من قبل الشيخ محمد بن راشد آل مكتوم في آذار 2012، وقد افتتحت في 31 آب عام 2016 مع عرض أداء من قبل المؤلف الموسيقي الإسباني بلاثيدو دومينغو.

### بوليفارد الشيخ محمد بن راشد
محاطاً بمركز مدينة دبي، يتموضع الشارع المعروف سابقاً بإعمار بوليفارد استناداً إلى الشركة المطوّرة للمنطقة، في أيلول عام 2012، إعمار أعادت تسمية الشارع تقديراً لسمو الشيخ محمد بن راشد آل مكتوم، نائب رئيس الدولة ورئيس مجلس الوزراء وحاكم دبي. الطريق مشهور بشريط مطاعمه المثير للإعجاب، والمقاهي، إضافة إلى المعارض الفنية الخارجية المنجزة من قبل إعمار فن، وهي مبادرة ثقافية من شركة إعمار العقارية.

### حفلة رأس السنة
تقام كل عام في وسط مركز مدينة دبي، حفلة رأس السنة هي واحدة من أكثر المناسبات المحتفل بها في دبي، الاحتفال يتألّف عادة من عروض ضخمة للألعاب النارية، ويجمع مئات الآلاف من المقيمين والسيّاح. في 2018 قامت شركة إعمار -مالك برج خليفة ومستضيف الحفلة- باستضافة عرض أضواء وليزر خاص قامت بتسميته بـ«أضئ 2018»، مما أحضر أكثر من مليون زائر وأكثر من 2.5 بليون مشاهد من خلال القناوات الفضائية وفيديوهات مباشرة على مواقع التواصل الاجتماعي. «أضئ 2018» قد حطمت رقماً قياسياً كـ «أكبر عرض ضوئي وصوتي على مبنى واحد».

### برج فيستا
أطلقت إعمار برجين متطابقين في التصميم يقعان في محمد بن راشد بوليفارد في مركز مدينة دبي، يتألف أحد البرجين من 20 طابقاً والبرج الآخر من 65 طابقاً، ويتضمن البرجين 650 شقة سكنية، يقدم برج فيستا شرفة واسعة تطل على مناظر خلّابة لخط أفق المدينة. وقد استكمل المشروع في آذار 2018.

### سوق البحار
هو جزء من منطقة وسط مدينة دبي يقع مقابل منطقة برج خليفة ويعد مركزاً تجارياً تقليدياً  يتميز بالمزج بين النمط الكلاسيكي والمعاصر، إذ يحاكي السوق الطابع العربي العريق  و يقع في منطقة المدينة القديمة في إمارة دبي. يضم السوق ما يزيد عن 100 متجر و 22 مطعم ومقهى بالإضافة إلى مجموعة من الوحدات السكنية المتنوعة. يتميز السوق بإطلالته على بحيرة برج خليفة وتصميمه المعماري مستوحى من فن العمارة السائد في منطقة الشرق الأوسط وقد طوّرته شركة إعمار العقارية ويتصل مباشرة مع دبي مول عبر جسر

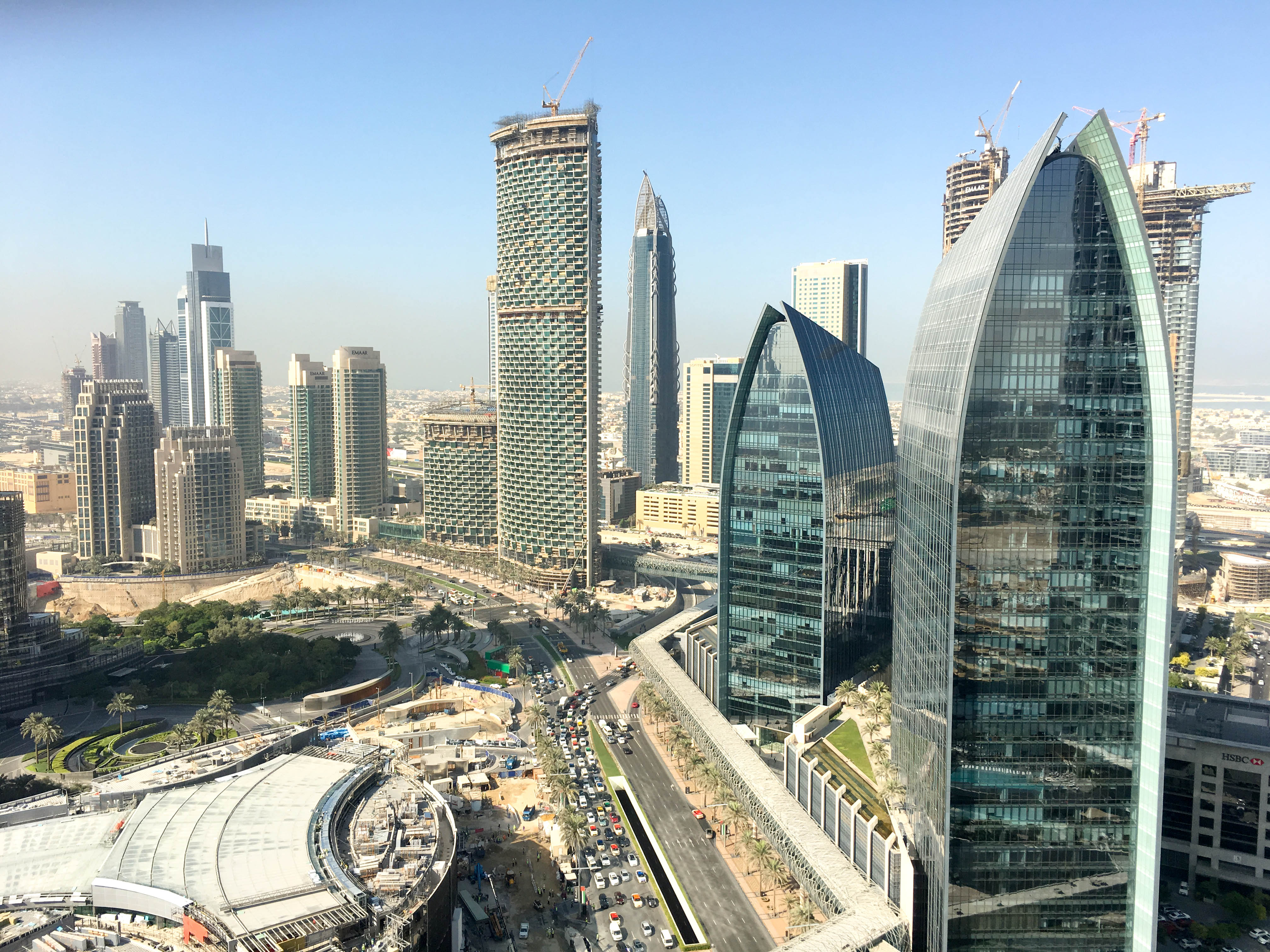
وسط مدينة دبي
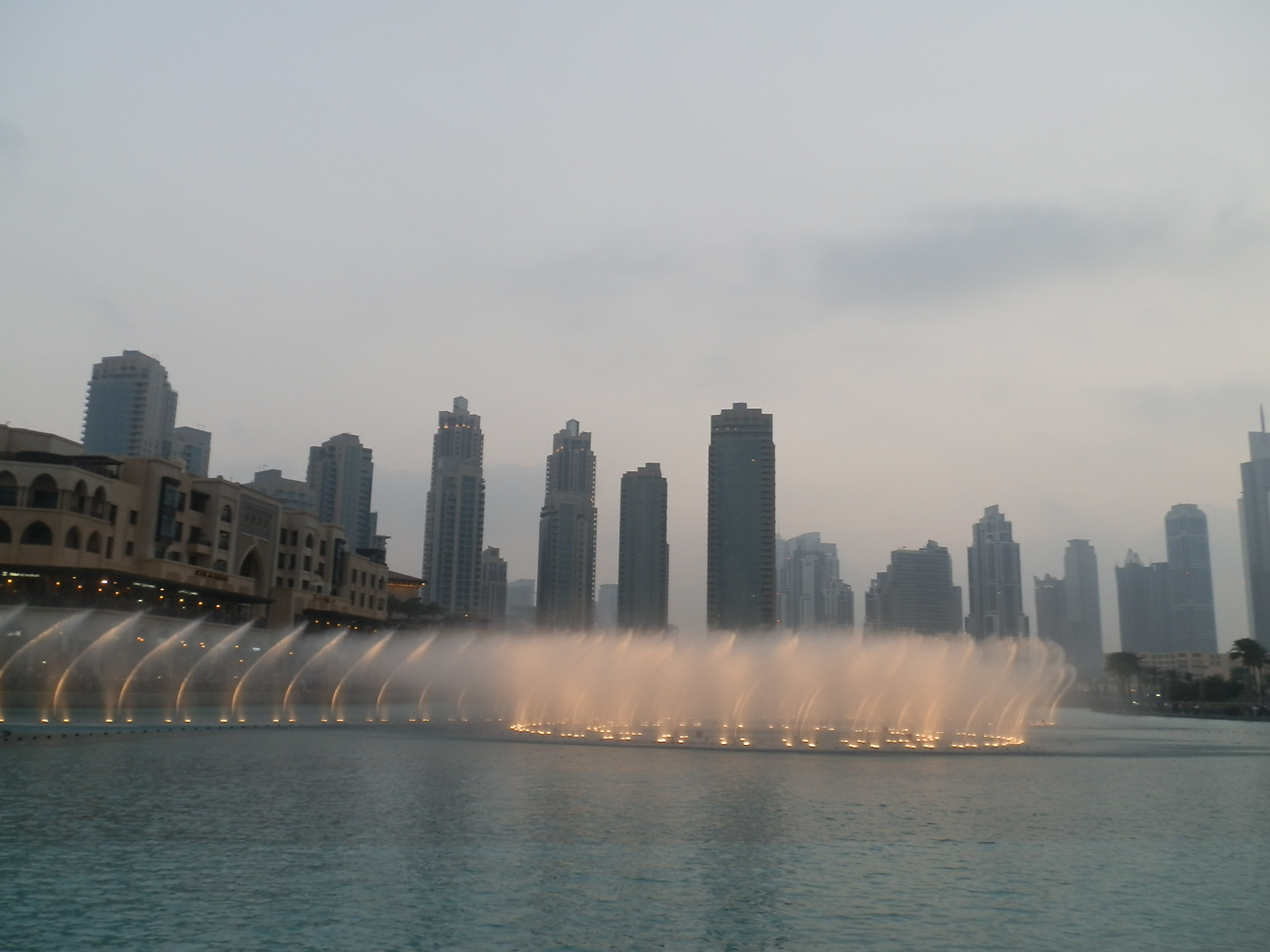
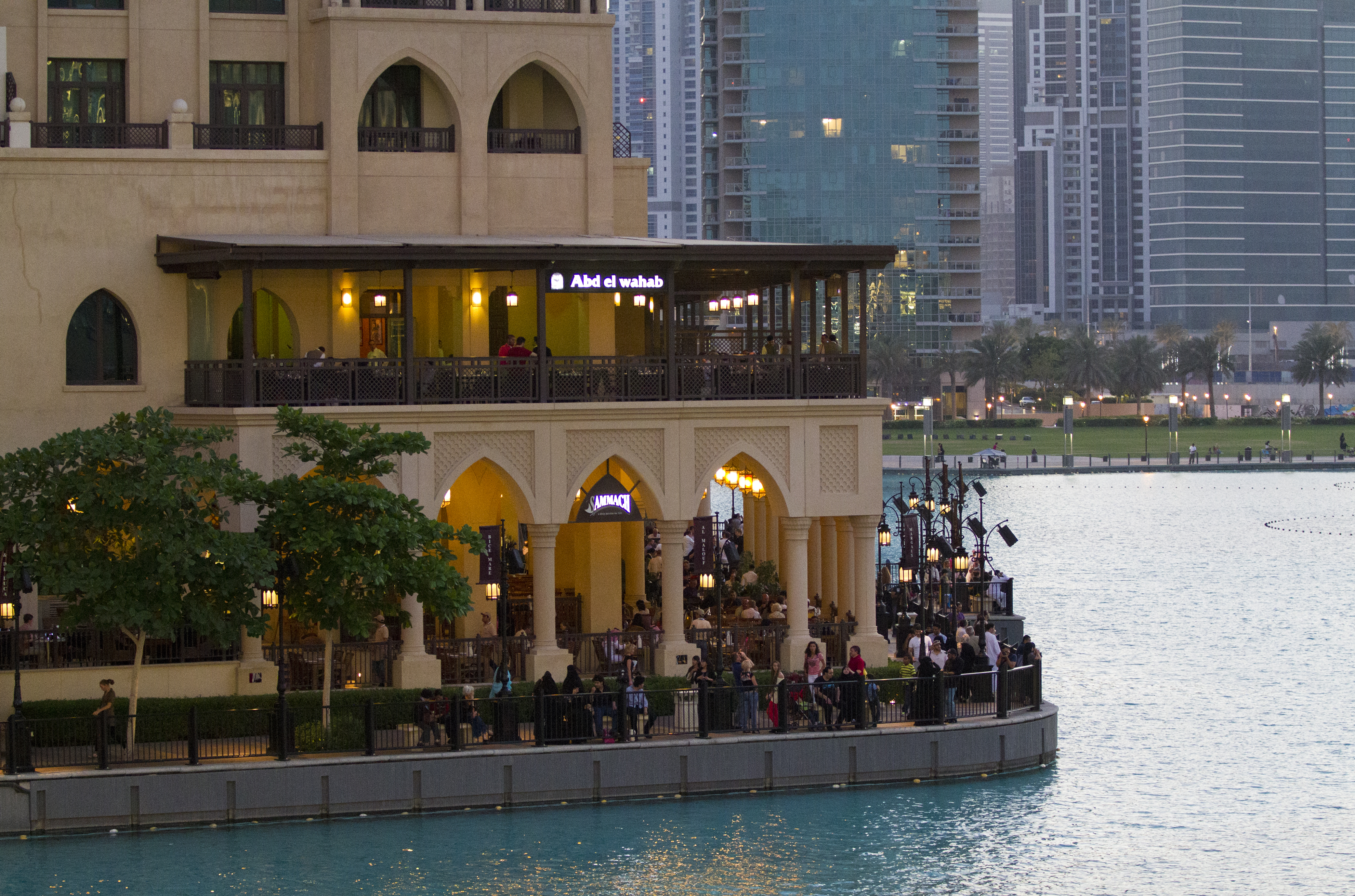
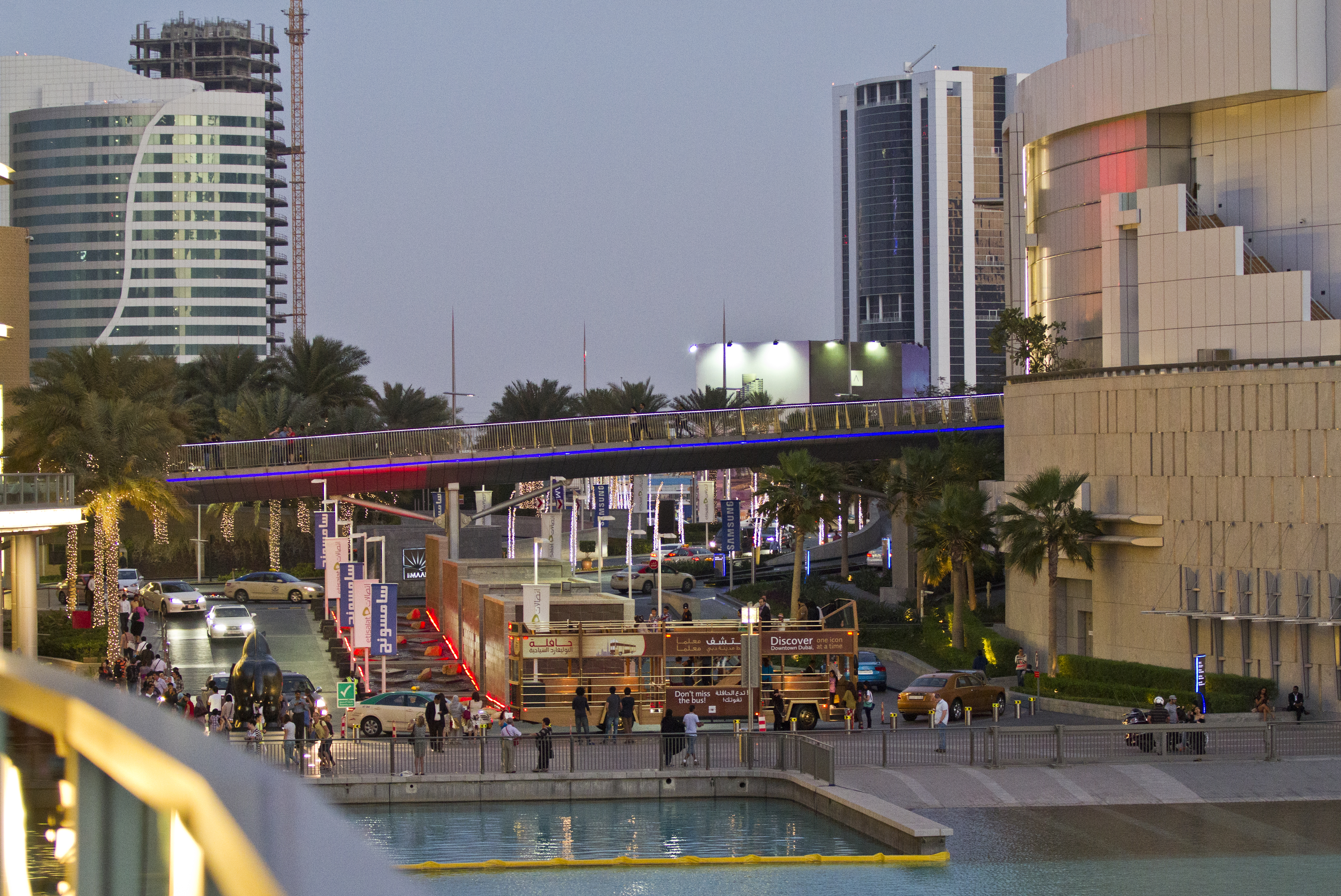
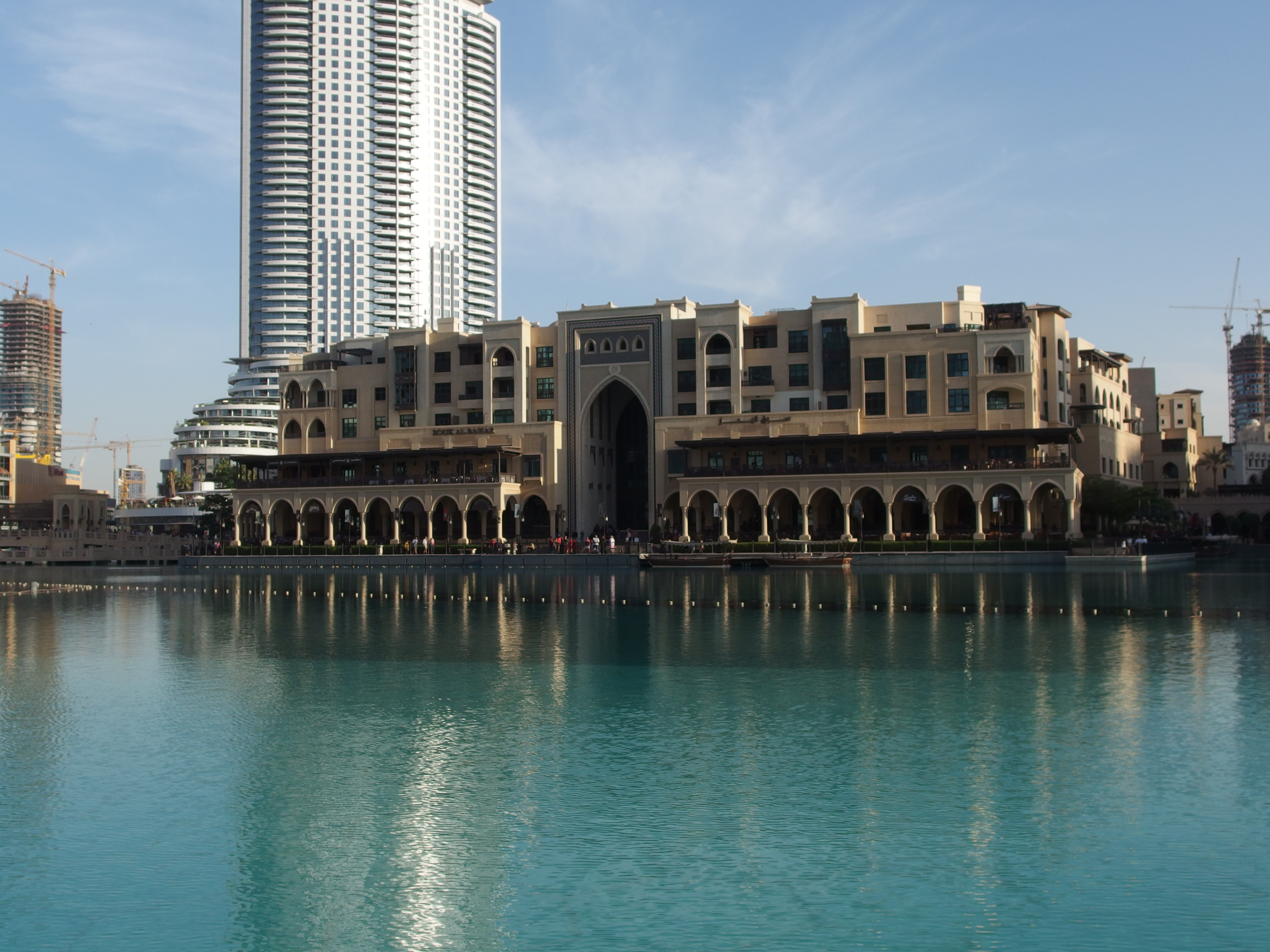
سوق البحار
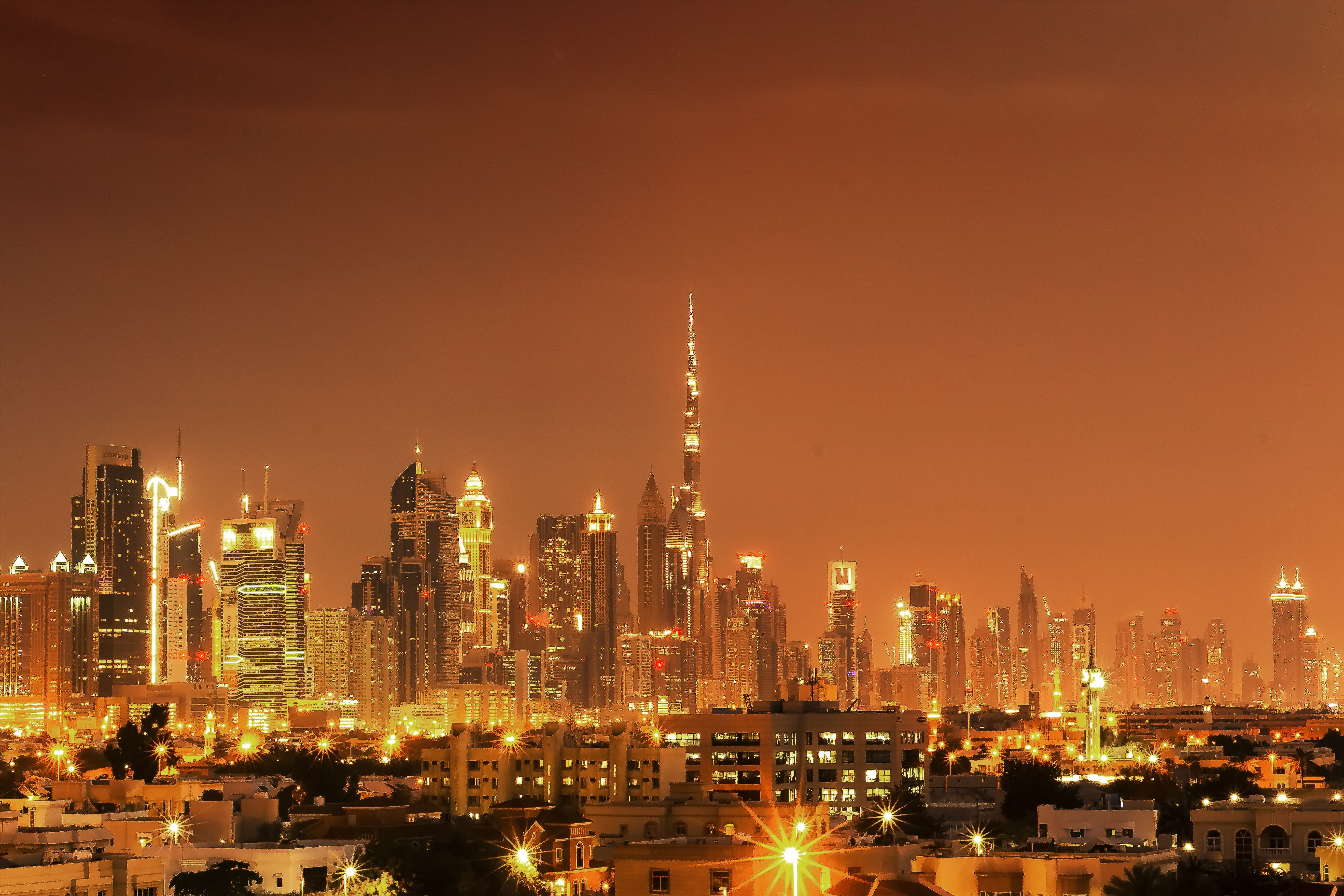
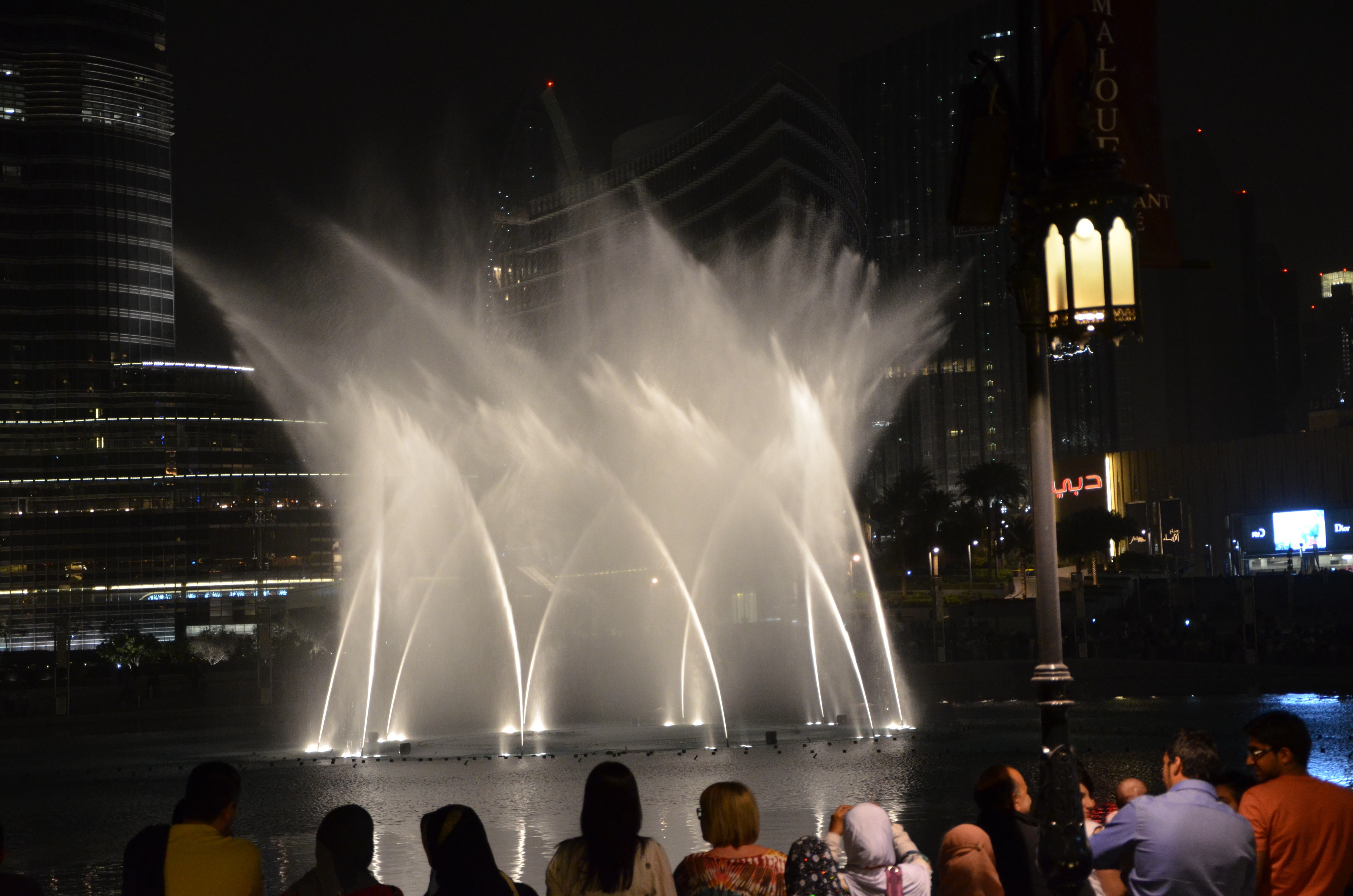
نافورة دبي
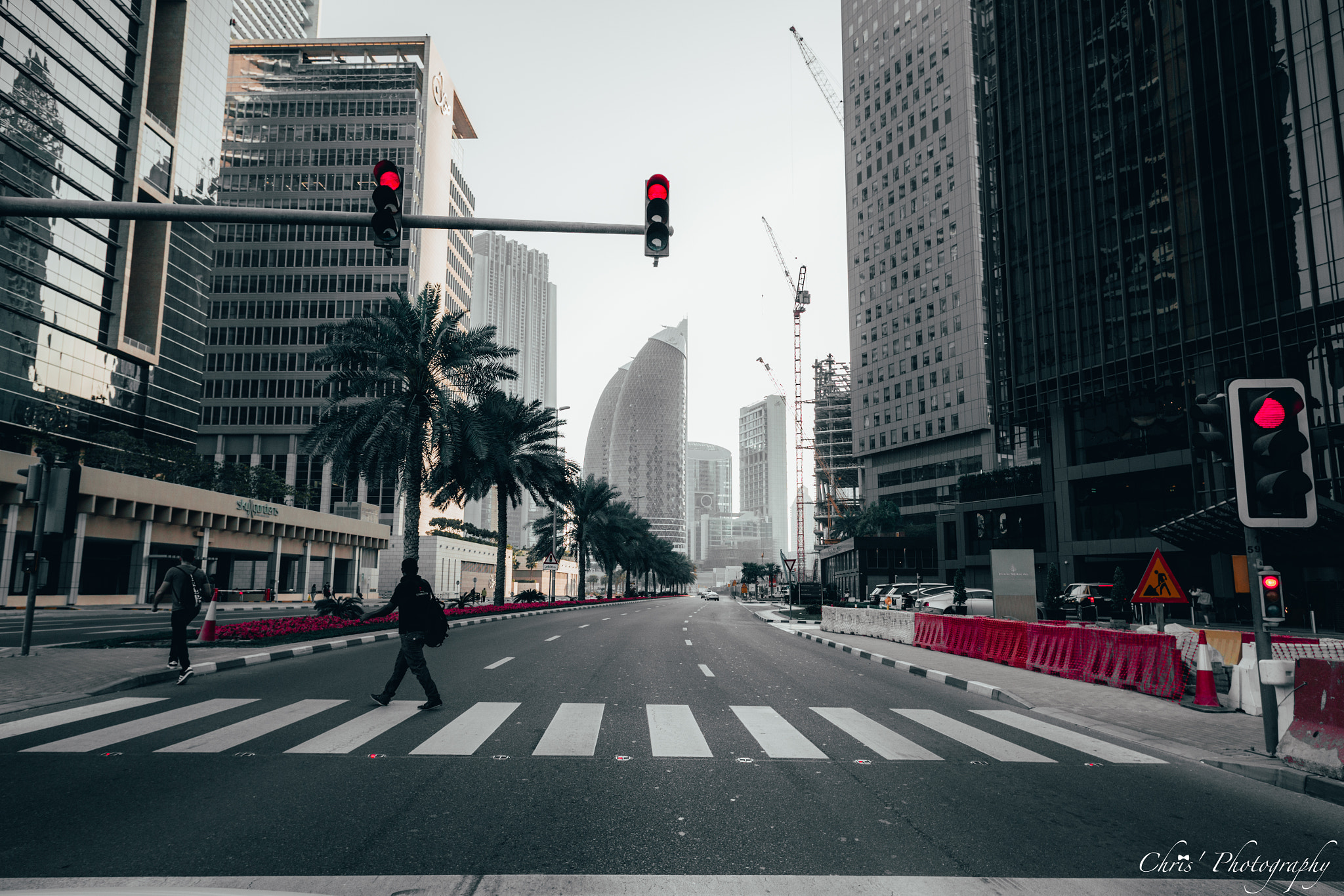
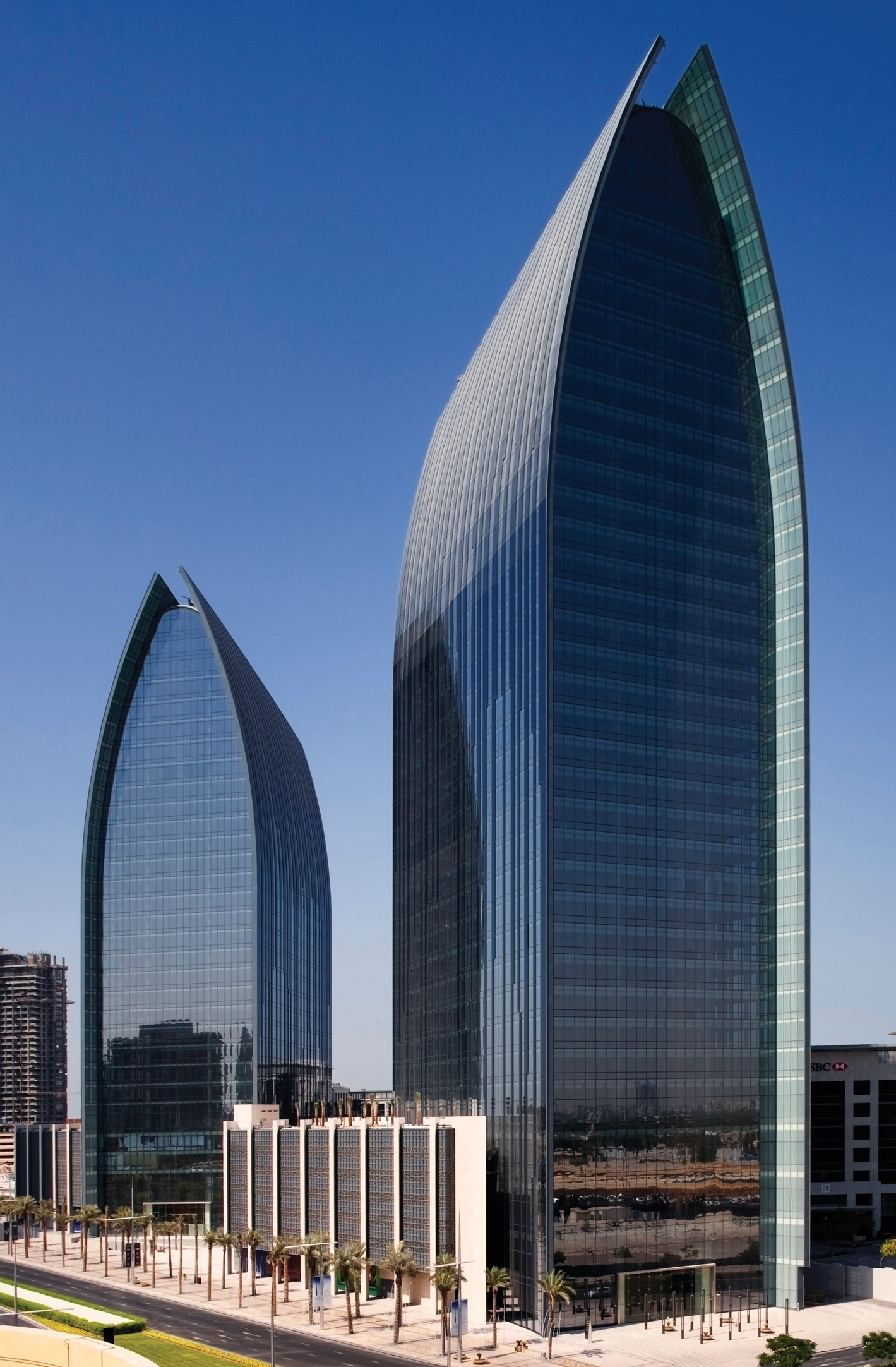
بوليفارد بلازا
فندق العنوان

## وصلات خارجية
- وسط مدينة دبي في دبي العرب موقع
- وسط مدينة دبي في برج خليفة موقع
- Theoldtownisland.com
- Theoldtown.ae
- الفنادق الفاخرة في وسط مدينة دبي